# 樂韶鳳
樂韶鳳，字舜儀，全椒（今属安徽）人。明朝初期政治人物。

## 生平
其早年在和陽跟從朱元璋渡江。洪武三年，授起居注。洪武六年，升任兵部尚書，后與中書省、御史台、都督府定軍隊訓練規則。后改為侍講學士，制定大明歷。洪武七年，跟隨朱元璋參與祭祀，后制定《洪武正韻》，洪武十三年辭職。